# Сострат Сікіонський
Сострат Сікіонський (*Σώστρατος, д/н — після 356 до н. е.) — давньогрецький атлет, майстер панкратіону, переможець Олімпійських, Піфійських, Ісмійських та Немейських ігор.

## Життєпис
Відомий громадянин міста Сікіон, що розташовувався неподалік Істмійського перешийка. Про нього знано лише з виступів на змаганнях. Вдосконалив стиль боротьби Леонтіска Мессінського, що полягав в утримуванні рук супротивника і ламанні фаланг пальців. На честь цього дістав прізвисько «Акрохерсітіс».
Сострат виграв змагання з панкратіону послідовно на 104 (364 рік до н.е.), 105 (360 рік до н. е.) і 106 (356 рік до н.е.) Олімпійських іграх. Крім того, ставав переможцем 12 разів на Істмійських та Немейських іграх, 2 рази — Піфійських ігор. Завдяки цьому став найтитулованішим атлетом з панкратіону за всю історію античних змагань. на честь нього рідне місто Сікіон викарбувала монети.